# شسی، سن-ا-مرن
شسی (به فرانسوی: Chessy) یک کمون در فرانسه است که در حومه جنوب شرقی پاریس واقع شده‌است. چسی ۵٫۷۴ کیلومتر مربع مساحت و ۳٬۰۹۶ نفر جمعیت دارد.